# Stearns (cráter)
Stearns es un cráter de impacto ubicado en la cara oculta de la Luna. Este cráter se localiza aproximadamente a medio camino entre Appleton al noroeste y Nušl al sureste. Apenas a un diámetro hacia el sur-sudoeste de Stearns aparece el cráter más pequeño Steno.
|  |

A diferencia de muchos cráteres lunares, se trata de un elemento relativamente reciente y bien definido, con pocos signos de erosión. El perfil del borde es afilado y aproximadamente circular, con algunos desniveles. Las paredes internas son pendientes simples, con restos rocosos en la base. En el punto medio del suelo interior, algo desigual, contiene un pico central.